# دوري أبطال أوروبا لكرة اليد 2016–17
دوري أبطال أوروبا لكرة اليد 2016–17 هو موسم من دوري أبطال أوروبا لكرة اليد. أقيم خلال الفترة 3 سبتمبر 2016 وحتى 4 يونيو 2017، وأشرف على تنظيمه الاتحاد الأوروبي لكرة اليد، وفاز فيه نادي فاردار لكرة اليد.